# Замок Монгавлін
Замок Монгавлін (англ. Mongavlin Castle) — один із замків Ірландії, розташований в графстві Донегол, біля селища Ліффорд, на західному березі річки Фойл, в 3 км на південь від селище Санкт-Джонстон. Колись цей замок був твердинею королів королівства Тір Конайлл з клану О'Доннелл. Географічні координати замку: 54°54′15″N 07°27′12″W Нині лишились одні руїни. Неясно, коли вперше на цьому місці була побудована фортеця. Замок неодноразово руйнувався і будувався знову.

## Історія замку Монгавлін
У XVI столітті замок Монгавлін був головним резиденцією королеви Інін Дув — дочки Джеймса МакДональда — VI Даннівега, матері Червоного Х'ю О'Доннелла — борця за свободу Ірландії. Збереглися історичні документи щодо володарів замку Монгавлін: «Через Кул-Мак-Тріан три милі в сторону озера Лох-Фойл посеред болота є озеро і замок Бунабер. Тут живе мати О'Доннелла (Інін Був МакДоннелл). Три милі від Каргана є фортеця під назвою МакГевелін (Монгівлін) на річці біля озера Лох-Фойл стоїть замок матері О'Донелла.» Коли Інін Дув приїхала в Ірландію, щоб вийти заміж за Аода Мак Магнуса О'Домнайлла (його англоїзоване ім'я сер Х'ю О'Доннелл), вона привела з собою військо — 100 найкращих воїнів, яких тільки вона могла знайти в Шотландії. Ці солдати були її охоронці, 80 з них мали ім'я Крафорд. Коли О'Доннелл зрештою відмовився від замку Монгавлін, Крафорди оселилися і одружилися в цій місцевості. Багато з їхніх нащадків досі живуть в цій області і по сей день.
У квітні 1608 року після «Втечі графів» (14 вересня 1607 року), сер Кагір О'Догерті — останній ірландський лорд Інішовен і лідер повстанців тримав в облозі міста Деррі, які контролювала Англія. Він був обурений, що його землі були конфісковані для британських колоністів Ольстера. У той час, як сер Кагір намагався захопити Деррі, він послав сера Ніалла Гарве О'Доннелла в замок Ліффорд, щоб відбити будь-яку спробу англійців відправити підкріплення в Деррі через переправу на річці Ліффорд. Ніалл Гарве планував стати володерам великого королівства, коли Декррі буде звільнене від англійців. Але він замість того, щоб захопити Ліффорд вирушив до замку Монгавлін і почав грабувати навколишню місцевість. Тоді сер Кагір своєю чергою, вигнав Ніалла Гарве з замку Монгавлін і відновив владу Інін Дув в замку. Сер Кагір, зрештою, звільнив Деррі, англійський губернатор Деррі сер Джордж Павлет був вбитий. Незабаром після цього замок Монгавлін був покинутий через внутрішні конфлікти в клані О'Доннелл.
Потім замок Монгавлін був описаний капітаном Майклом Піннаром у 1619 році. Він писав, що сер Джон Стюарт побудував потужний замок Магерлін з баштами на кожному куті. На замку була плита з написом «J.S.-E.S.T.-1619», яка потім пропала на початку XVIII століття. Хоча пишуть, що будівництво було завершене в 1619 році, але є інші свідчення, які говорять, що замок будували ще в 1622 році. Так в архівах тодішнього графства Ольстер є записи, що сер Джон Стюарт, правонаступник герцога Леннокса побудував замок з вапняку і каміння на березі річки Фойл. Зберігся малюнок олівцем замку тих часів.
Людовік Стюарт — ІІ герцог Леннокса отримав замок Монгавлін і замлі навколо нього площею 1000 акрів королівською грамотою від 23 липня 1610 року. Після смерті Людовіка Леннокса 16 лютого 1624 року титул герцога Леннокс та землі і замок Монгавлін перейшли до його брата Есме — ІІІ герцога Леннокс. Есме одружився з леді Кетрін Кліфтон — ІІ баронессою Кліфтон у 1609 році і в них було 11 дітей. Після смерті Есме в серпні 1624 року Кетрін одружилась з Джеймсом Гамільтоном — ІІ графом Аберкорн у 1632 році. Джеймс Гамільтон — VI граф Аберкорн та віконт Страбан встановили в замку меморіальну дошку на честь своєї матері — високоповажної леді Елізабет Гамільтон у 1704 році.
Король Англії Джеймс ІІ побував в цьому замку на шляху до облоги Деррі в 1690 році. Звідси він надіслав листа щодо капітуляції, але капітуляція була відхилена.
Нині від замку лишилися руїни, тільки невелика частина замку вціліла.